# Thai (volk)
De Thai, Centrale Thai of Siamezen zijn een Tai-volk in Zuidoost-Azië. Het overgrote deel van de 62 miljoen Thai woont in Thailand. Daarnaast zijn er beduidende Thaise minderheden in de Verenigde Staten (ca. 110.000) en Taiwan (ca. 100.000).

## Geschiedenis
De Thai stammen uit de provincie Yunnan in het zuidwesten van China. Van de 9e tot de 13e eeuw was er een groot, niet-Chinees koninkrijk dat als buffer fungeerde en voorkwam dat de Tai door de Chinese cultuur werden geassimileerd. Binnen dit koninkrijk konden de Tai hoge maatschappelijke posities bereiken. De Tai verspreidden zich langzaam maar zeker over Zuidoost-Azië, ook naar gebieden ver buiten Thailand. Dientengevolge zijn de meeste Laotianen van Tai-afkomst, evenals de Shans, die op hun beurt weer ongeveer tien procent van de bevolking van Myanmar uitmaken.
In 1238 was er voor het eerst officieel sprake van een volk. Meerdere Tai-bevolkingsgroepen werden verenigd onder het Sukhothaikoninkrijk van de voordien dominante Khmers. Het boeddhisme vormde een bindende factor, wat resulteerde in een kunststijl die welvaart en zelfvertrouwen ademt, getuige de rijkversierde tempels en grote boeddhabeelden.